# Schleifrillen von Gantofta

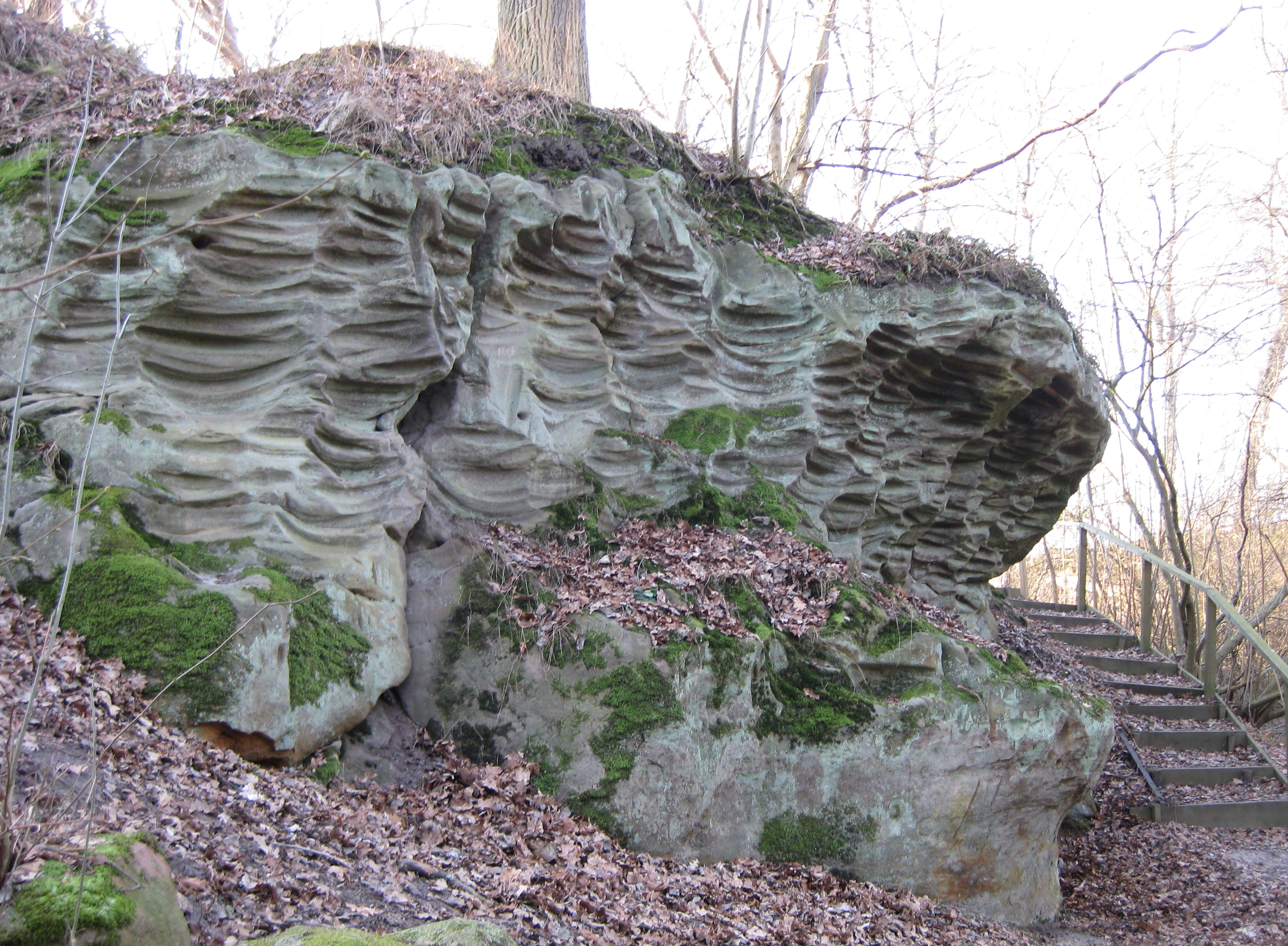
Schleifrillen von Gantofta

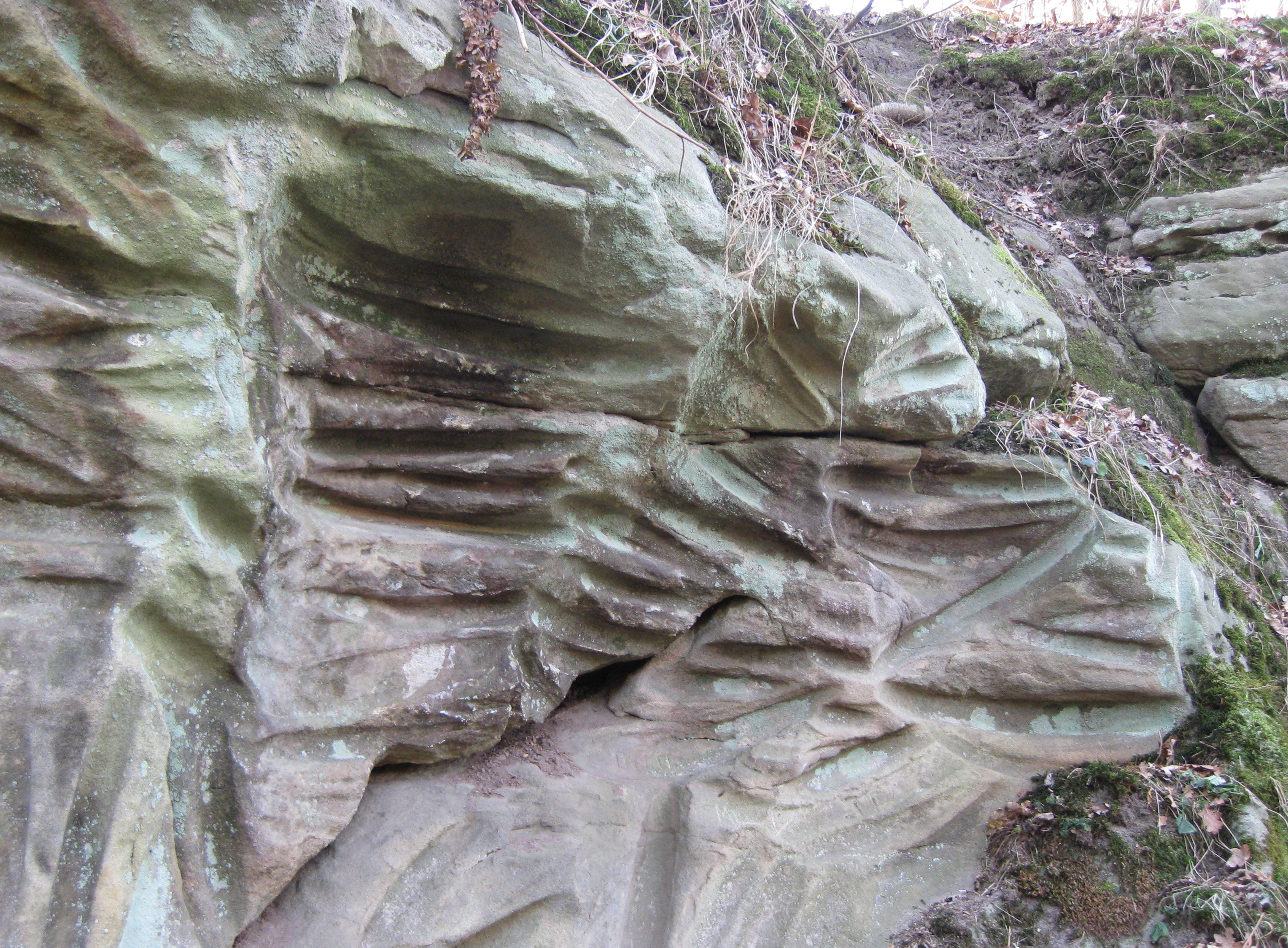
Schleifrillen von Gantofta; Detail

Die Schleifrillen von Gantofta (schwedisch Sliprännor i Gantofta) in der Gemeinde Helsingborg in Schonen in Schweden liegen am Steilabbruch eines Flusstals auf einer Sandsteinwand.
In der Überlieferung gelten sie, wie die zahllosen, jedoch völlig geraden Wetzrillen auf Gotland, als Schwertschleifrinnen, denn man glaubte, dass sie dadurch entstanden, dass Menschen ihre Schwerter oder Flintbeile auf den Felsen polierten.
Schleifrillen sind in Schweden besonders im Nordwesten von Schonen, vor allem auf der Halbinsel Kullen, auf Gotland und in Östergötland üblich. In diesen Gebieten sind die Spuren der steinzeitlichen grübchenkeramischen Kultur (etwa 3200–2600 v. Chr.) häufig. Bisher gibt es jedoch keine Belege dafür, dass Steinzeitmenschen die Rillen erzeugten.
Der schwedische Archäologe Sven Rosborn geht davon aus, dass die Schleifrillen von Gantofta frühestens im Mittelalter, wahrscheinlich aber in der Neuzeit entstanden sind, als der weiche Sandstein zur Gewinnung von Steinmehl zermahlen wurde. Er begründet dies mit Landkarten aus dem 18. und 19. Jahrhundert, die für das Gebiet der Schleifrillen eine auffällige Parzellenstruktur und besondere Signaturen aufweisen.